# Staf Weyts
Gustaaf (Staf) Weyts (Mechelen, 15 april 1909 – Brugge, 12 januari 1985) was een Vlaams schrijver.

## Levensloop
Weyts werd geboren als zoon van Karel Weyts, een hoefsmid, en van Maria Theresia Kennis.
Staf Weyts was inspecteur bij het Ministerie van Volksgezondheid en bracht een groot deel van zijn leven door in Sint-Kruis bij Brugge. Zoals vele Vlaamse letterkundigen debuteerde hij met poëzie. Zijn eerste bundel Gedichten verscheen in 1928 en werd ingeleid door priester-dichter Jan Hammenecker.
Hij schakelde echter vlug over naar proza: novellen en romans, maar ook sprookjes en verhalen voor de jeugd. Zijn jeugdboeken, zoals De geheimzinnige hand (1947) en De gestolen kroon (1953) werden indertijd gewaardeerd omwille van hun opvoedende waarde. De goede hoedanigheden van de mens haalden uiteindelijk toch altijd de bovenhand.
In zijn romans uitte Staf Weyts zich dan weer als de ontwarrer van dikwijls onontknoopbare psychologische problemen en als de zoeker naar het waarom van goed en kwaad. Hij hield het echter steeds bij de stelling dat een roman in de eerste plaats een goed verhaal moest zijn.

## Publicaties
Tot zijn belangrijkste werken worden Ontmoeting met Denise (1954), Gebed om verzoening (1960) en Gevangene van Hedwige (1963) gerekend. Werken van hem werden vertaald het Duits, Zweeds en Fins.